# Lombardia Trophy
Il Lombardia Trophy è una competizione di livello senior, junior e novice nel pattinaggio di figura che si svolge dal 2013 a Sesto San Giovanni, Milano. A partire dalla stagione 2014-2015, alcuni eventi hanno fatto parte dell'ISU Challenger Series. Le medaglie vengono assegnate in quattro discipline: singolo maschile, singolo femminile, coppie e danza su ghiaccio.

## Albo d'oro senior
CS: ISU Challenger Series

### Singolo maschile
| Anno    | Oro                            | Argento                        | Bronzo                         |
| 2013    | Alexander Majorov              | Christopher Caluza             | Abzal Rakimgaliev              |
| 2014 CS | Richard Dornbush               | Takahito Mura                  | Ad'jan Pitkeev                 |
| 2015    | Chafik Besseghier              | Michal Březina                 | Kevin Aymoz                    |
| 2016 CS | Shōma Uno                      | Jason Brown                    | Max Aaron                      |
| 2017 CS | Shōma Uno                      | Jason Brown                    | Brendan Kerry                  |
| 2018 CS | Shōma Uno                      | Dmitrij Aliev                  | Andrei Lazukin                 |
| 2019 CS | Jin Boyang                     | Dmitrij Aliev                  | Matteo Rizzo                   |
| 2020 CS | Annullato a causa del COVID-19 | Annullato a causa del COVID-19 | Annullato a causa del COVID-19 |
| 2021 CS | Daniel Grassl                  | Adam Siao Him Fa               | Moris Qvitelashvili            |
| 2022 CS | Adam Siao Him Fa               | Koshiro Shimada                | Nikolaj Memola                 |
| 2023 CS | Yūma Kagiyama                  | Nika Egadze                    | Andrew Torgashev               |
| 2024 CS | Ilia Malinin                   | Yūma Kagiyama                  | Shun Satō                      |

### Singolo femminile
| Anno    | Oro                            | Argento                        | Bronzo                         |
| 2013    | Valentina Marchei              | Sarah Hecken                   | Anais Ventard                  |
| 2014 CS | Satoko Miyahara                | Hannah Miller                  | Angela Wang                    |
| 2015    | Roberta Rodeghiero             | Joshi Helgesson                | Miyu Nakashio                  |
| 2016 CS | Wakaba Higuchi                 | Kim Na-hyun                    | Mirai Nagasu                   |
| 2017 CS | Alina Zagitova                 | Wakaba Higuchi                 | Carolina Kostner               |
| 2018 CS | Elizaveta Tuktamyševa          | Sofia Samodurova               | Mako Yamashita                 |
| 2019 CS | Anna Ščerbakova                | Elizaveta Tuktamyševa          | You Young                      |
| 2020 CS | Annullato a causa del COVID-19 | Annullato a causa del COVID-19 | Annullato a causa del COVID-19 |
| 2021 CS | Alysa Liu                      | Ekaterina Kurakova             | Audrey Shin                    |
| 2022 CS | Rinka Watanabe                 | Kaori Sakamoto                 | Ekaterina Kurakova             |
| 2023 CS | Anastasija Gubanova            | Hana Yoshida                   | Kim Chae-yeon                  |
| 2024 CS | Amber Glenn                    | Sarah Everhardt                | Kaori Sakamoto                 |

### Coppie
| Anno    | Oro                                  | Argento                                 | Bronzo                               |
| 2013    | Stefania Berton / Ondřej Hotárek     | Anastasia Martiusheva / Aleksej Rogonov | Katarina Gerboldt / Alexander Enbert |
| 2014 CS | Haven Denney / Brandon Frazier       | Bianca Manacorda / Niccolo Macii        | Vera Bazarova / Andrej Deputat       |
| 2015    | Valentina Marchei / Ondřej Hotárek   | Goda Butkutė / Nikita Ermolaev          | Camille Mendoza / Pavel Kovalev      |
| 2016 CS | Nicole Della Monica / Matteo Guarise | Valentina Marchei / Ondřej Hotárek      | Rebecca Ghilardi / Filippo Ambrosini |
| 2017 CS | Natal'ja Zabijako / Alexander Enbert | Nicole Della Monica / Matteo Guarise    | Valentina Marchei / Ondřej Hotárek   |
| 2018 CS | Natal'ja Zabijako / Alexander Enbert | Aleksandra Bojkova / Dmitrij Kozlovskij | Nicole Della Monica / Matteo Guarise |
| 2019    | La gara delle coppie non si è svolta | La gara delle coppie non si è svolta    | La gara delle coppie non si è svolta |
| 2020 CS | Annullato a causa del COVID-19       | Annullato a causa del COVID-19          | Annullato a causa del COVID-19       |
| 2021    | Nicole Della Monica / Matteo Guarise | Laura Barquero / Marco Zandron          | Rebecca Ghilardi / Filippo Ambrosini |
| 2022    | Sara Conti / Niccolò Macii           | Irma Caldara / Riccardo Maglio          | Anna Valesi / Manuel Piazza          |
| 2023 CS | Sara Conti / Niccolò Macii           | Minerva Fabienne Hase / Nikita Volodin  | Annika Hocke / Robert Kunkel         |
| 2024 CS | Sara Conti / Niccolò Macii           | Riku Miura / Ryūichi Kihara             | Maria Pavlova / Alexei Sviatchenko   |

### Danza
| Anno    | Oro                              | Argento                                       | Bronzo                               |
| ------- | -------------------------------- | --------------------------------------------- | ------------------------------------ |
| 2015    | Anna Cappellini / Luca Lanotte   | Charlène Guignard / Marco Fabbri              | Misato Komatsubara / Andrea Fabbri   |
| 2016 CS | Charlène Guignard / Marco Fabbri | Lilah Fear / Lewis Gibson                     | Cecilia Törn / Jussiville Partanen   |
| 2017 CS | Charlène Guignard / Marco Fabbri | Alla Loboda / Pavel Drozd                     | Oleksandra Nazarova / Maksym Nikitin |
| 2018 CS | Charlène Guignard / Marco Fabbri | Rachel Parsons / Michael Parsons              | Sara Hurtado / Kirill Khaliavin      |
| 2019 CS | Charlène Guignard / Marco Fabbri | Laurence Fournier Beaudry / Nikolaj_Sørensens | Oleksandra Nazarova / Maksym Nikitin |
| 2020 CS | Annullato a causa del COVID-19   | Annullato a causa del COVID-19                | Annullato a causa del COVID-19       |
| 2021 CS | Charlène Guignard / Marco Fabbri | Laurence Fournier Beaudry / Nikolaj_Sørensens | Sara Hurtado / Kirill Khaliavin      |
| 2022 CS | Charlène Guignard / Marco Fabbri | Allison Reed / Saulius Ambrulevičius          | Natálie Taschlerová / Filip Taschler |
| 2023 CS | Charlène Guignard / Marco Fabbri | Natálie Taschlerová / Filip Taschler          | Maria Kazakova / Georgy Reviya       |
| 2024 CS | Charlene Guignard / Marco Fabbri | Annabelle Morozov / Jeffrey Chen              | Leah Neset / Artem Markelov          |

## Albo d'oro junior

### Singolo maschile
| Anno | Oro           | Argento          | Bronzo           |
| 2013 | Kevin Aymoz   | Alexander Bjelde | Matteo Rizzo     |
| 2014 | Kevin Aymoz   | Matteo Rizzo     | Petr Kotlařík    |
| 2015 | Petr Kotlařík | Illya Solomin    | Daniel Grassl    |
| 2016 | Roman Galay   | Petr Kotlařík    | Adrien Bannister |

### Singolo femminile
| Anno | Oro             | Argento             | Bronzo            |
| 2013 | Nadjma Mahamoud | Kailani Craine      | Minami Hanashiro  |
| 2014 | Kailani Craine  | Yoon Eunsu          | Micol Cristini    |
| 2015 | Yun Sunmin      | Anastasia Schneider | Shaline Ruegger   |
| 2016 | Kim Boyoung     | Lee Min-young       | Lara Naki Gutmann |

### Coppie
| Anno | Oro                                   | Argento                          | Bronzo                     |
| 2013 | Julia Linckh / Konrad Hocker-Scholler | Katharina Lesser / Viktor Kremke |                            |
| 2014 | Renata Ohanesjan / Mark Bardej        | Irma Caldara / Edoardo Caputo    | Eliza Smyth / Jordan Dodds |
| 2016 | Giulia Foresti / Leo Luca Sforza      | Irma Caldara / Edoardo Caputo    |                            |

## Albo d'oro novice

### Singolo maschile
| Anno | Oro               | Argento               | Bronzo              |
| 2013 | Marco Bozzuto     | Nikolaj Majorov       | Aleix Gabara        |
| 2014 | Gabriel Folkesson | Tomas Llorens Guarino | Daniel Grassl       |
| 2015 | Sunghoon Park     | Vasil Dimitrov        | Gabriele Frangipani |

### Singolo femminile
| Anno | Oro              | Argento           | Bronzo         |
| 2013 | Rebecca Ghilardi | Lisa Barbieri     | Annika Hocke   |
| 2014 | Pauline Wanner   | Shim Kyoungyeon   | Noemie Carroue |
| 2015 | Boyoung Kim      | Aleksandra Felgin | Alessia Hagg   |